# Rijekas synagoga
Rijekas synagoga (hebreiska: בית הכנסת רייקה, kroatiska: Riječka sinagoga, italienska: Sinagoga di Fiume) är en kulturmärkt synagoga i Rijeka i Kroatien. Synagogan är en samlingspunkt för den judiska församlingen i Rijeka och en av tre synagogor i dagens Kroatien som inte förstördes under andra världskriget och som fortfarande nyttjas för religionsutövning. Den är belägen på gatuadressen "Ulica Ivana Filipovića 9" (Ivan Filipovićs gata 9) i stadsdelen Brajda.
Rijekas synagoga är ej att förväxla med Rijekas stora synagoga som uppfördes år 1903, plundrades och sattes i brand av tyska nazister år 1944 och slutligen revs av de jugoslaviska kommunistiska myndigheterna år 1948.

## Historik
Under historien har det funnits tretton synagogor i Rijeka. Dessa var i regel inhysta i hyrda lokaler. I slutet av 1800-talet uppgick stadens judiska befolkning till omkring 2 500 människor.
År 1928 köpte en grupp ortodoxa judar mark vid den dåvarande gatan Via Galvani (idag Ivan Filipovićs gata). Syftet var att uppföra en ortodox synagoga för att samla stadens judiska ungdom för bland annat diskussioner och bönestunder. Den nya synagogan uppfördes år 1930. Åren 2002–2008 totalrenoverades byggnaden.

## Arkitektur

### Exteriör

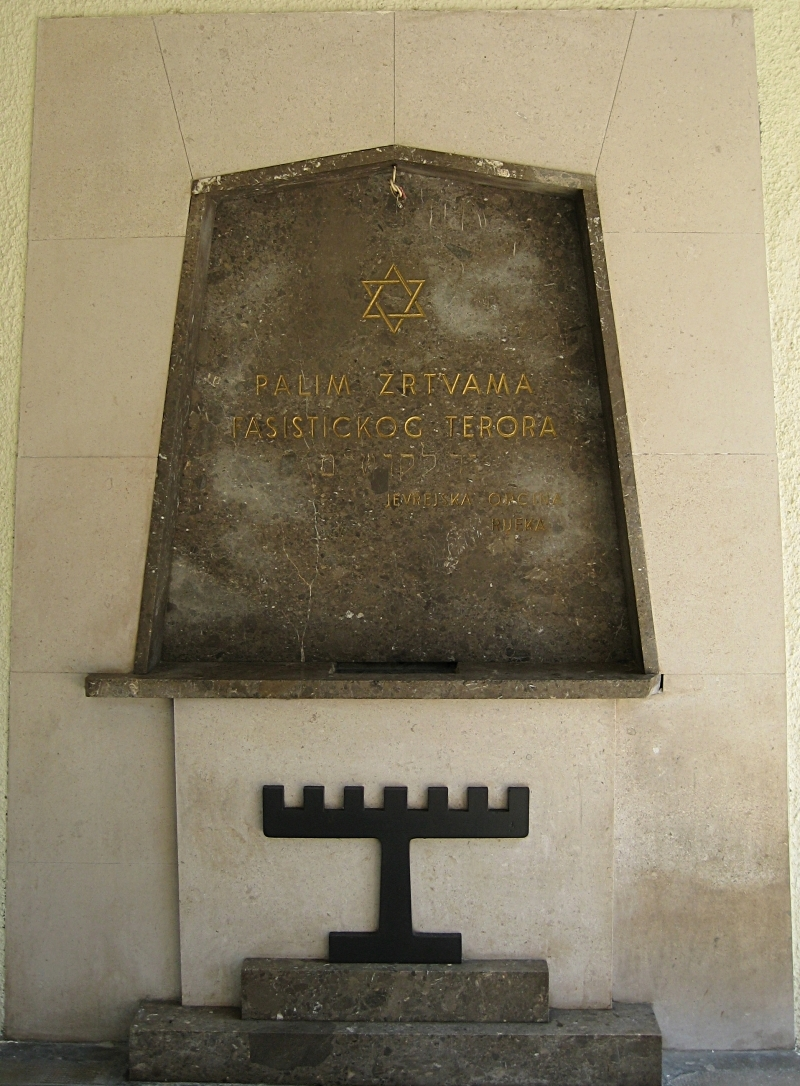
Minnesmärke för nazismens offer vid synagogans entré år 2008.

Synagogan invigdes år 1930 i dåvarande italienska Fiume (dagens Rijeka). Den uppfördes i modernistisk stil enligt ritningar av ingenjörerna Győzo Angyal och Pietro Fabbro. Synagogan upptar en yta om 225 kvadratmeter. Dess fasad är asymmetrisk, delvis reveterad och delvis täckt med röd tegelsten. Utöver reliefer av davidsstjärnan saknar fasaden övriga dekorationer och symboler. Byggnaden bär delvis medelhavsinfluenser och element associerade med art déco, däribland fönsternas pyramidala ändar.

### Interiör
Synagogans insida är indelad i två delar: entrédelen och rummet för ceremonier. I rummet för ceremonier finns en balkong avsedd för kvinnor som under gudstjänster är avskilda från männen. Ett galler tjänar som avskiljare mellan balkongen och rummet.